# 卫星号运载火箭
卫星号运载火箭是由苏联火箭工程师谢尔盖·帕夫洛维奇·科罗廖夫以R-7火箭家族洲际弹道导弹为基础进行设计的运载火箭。1957年10月4日，它被用来执行世界上第一颗人造卫星的发射，将斯普特尼克1号卫星送入近地轨道。
卫星号运载火箭共有两个版本，其中一个是用来发射斯普特尼克1号和后来的斯普特尼克2号的卫星号-PS（俄罗斯国防部火箭炮兵装备总局索引编号8K71PS），另一个是原定于1958年4月执行任务但未能发射的卫星号（8A91），随后又发射了1958年5月15日的斯普特尼克3号。 
R-7火箭家族的后来成员飞行号运载火箭使用与卫星号运载火箭相同的构型，但使用上升号运载火箭的组件制造。由于两型火箭的相似性，飞行号运载火箭有时也被称为卫星号11A59。

## 技术诸元
- 第一级：Block B, V, G, D (四个绑带助推器)
  - 总重：43.00吨
  - 空重：3.40吨
  - 推力(真空)：4×99000千克力=396吨力(3890千牛)
  - 比冲：306秒（3000牛顿秒/千克）
  - 燃烧时间：120秒
  - 比冲（海平面）：250秒（2,450牛顿秒/千克）
  - 直径：2.68米（8.8英尺）
  - 跨度：2.68米（8.8英尺）
  - 长度：19.2米（63英尺）（不含喷口）
  - 推进剂：液氧/煤油
  - 引擎：每个助推器一具RD-107-8D74PS，共四具
- 第二级: Block A（芯级）
  - 总重：94.0吨
  - 空重：7.495吨
  - 推力（真空）：99,000千克力(970千牛)
  - 比冲：308秒（3020N·s/千克）
  - 燃烧时间：310秒（5分10秒）
  - 比冲（海平面）：241秒（2360牛顿秒/千克）
  - 直径：2.95米（9.7英尺）
  - 跨度：2.95米（9.7英尺）
  - 长度：28米（92英尺）
  - 推进剂：液氧/煤油
  - 引擎：1具RD-108-8D75PS
- 总重：267吨（534,000磅）
- 总跨度：10.303米（33.80英尺）
- 近地轨道载荷：500公斤
- 总起飞推力：3890千牛

## 卫星号 8A91
卫星号8A91安装了更强大的8D76和8D77引擎，增加了有效载荷容量，使其能够发射比斯普特尼克1号和2号重量更大的卫星。卫星号8A91运载火箭于1958年发射了两次。在4月27日的第一次发射中，火箭由于沿X轴飞行期间意外发生的振动而导致发射失败。 5月15日，它成功发射了斯普特尼克3号。

### 卫星号8A91技术诸元
- 第零级（绑带助推器）：四具卫星号8A91-0
  - 总重：43.00吨
  - 空重：3.400吨
  - 推力（真空）：4×99000千克力=396吨力（3890千牛）
  - 比冲：310秒（3040牛顿秒/千克）
  - 燃烧时间：130秒（2分10秒）
  - 比冲（海平面）：252秒（2470牛顿秒/千克）
  - 直径：2.68米（8.8英尺）
  - 跨度：2.68米（8.8英尺）
  - 长度：19.2米（63英尺）（不含喷口）
  - 推进剂：液氧/煤油
  - 引擎：每个助推器一具RD-107-8D74PS，共四具
- 第一级（芯级）：一具卫星号8A91-1
  - 总重：95.00吨
  - 空重：7.10吨
  - 推力（真空）：82000千克力(804千牛)
  - 比冲：315秒（3090牛顿秒/千克）
  - 燃烧时间：360秒（6分钟）
  - 比冲（海平面）：246秒（2410牛顿秒/千克）
  - 直径：2.95米（9.7英尺）
  - 长度：28米（92英尺）
  - 推进剂：液氧/煤油
  - 引擎：1具RD-108-8D77
- 箭体总重：269.3吨
- 箭体总长：10.303米（33.80英尺）
- 近地轨道有效载荷：1327公斤
- 总起飞推力：3784千牛